# ماريا أونتراجوس
ماريا أونتراجوس (بالإسبانية: Maria Entragues)‏ هي مغنية، مؤلفة أغاني وممثل أرجنتينية، كما تشغل منصب منسقة توعية في مؤسسة البحوث Entraigues وقد مثلت هذه المؤسسة في العديد من المؤتمرات الدولية ووسائل الإعلام، كما أوضحت أن أهداف المؤسسة تمتمثل بالأساس في القضاء على الأمراض والإعاقات والشيخوخة من خلال ابتكار تكنولوجيا حيوية معينة.  
مؤسسة Entraigues هي أيضا واحدة من 300 من أعضاء مؤسسات أخرى تقدم وتلتزم لمجموعة من الناس بالمساعدة من أجل القضاء على من يعانون من امراض الشيخوخة وإطالة صحية لحياة الإنسان. كما أنها تجيد الإسبانية، الإنجليزية والإيطالية.

## النشأة
ولدت ماريا في بوينس آيرس، وقد أصبحت تشارك في الأعمال الفنية والترفيهية عندما كانت صغيرة جدا، ثم زادت شعبيتها عندما ظهرت على التلفزيون في مسلسل Supermingo مع خوان كارلوس التافيستا. وسرعان ما اقتحمت عالم الموسيقى حيث قامت بجولة كمغنية مع الفنان أليخاندرو ليرنر وظهرت على ثلاثة من ألبوماته. بعدها غنت مع مجموعة من الفنانين، بما في ذلك لويس ميغيل، أليخاندرو صانز، ريكي مارتن، روبن رادا، خوان كارلوس باغليتو، نيترو ميستري، ريكاردو مونتانير، بيبي أغيلار، جان ميشال بايرون، كريستيان كاسترو وغيرهما
انتقلت ماريا إلى بوسطن في عام 1992 عندما حصلت على منحة لدراسة الأداء الصوتي والتركيب في كلية بيركلي للموسيقى، ثم انتقلت في وقت لاحق المنشأة نفسها في لوس أنجلوس، كاليفورنيا، وأصبحت فيما بعد مواطنة تحمل جنسية الولايات المتحدة الأمريكية.

## المسيرة المهنية
شاركت ماريا في في الغناء وتأليف الأغاني للأفلام بما في ذلك حياة جميلة، نزهة في الغيوم الذي كان من إخراج ألفونسو آراو وقد عملت معه في ستة أفلام بعد ذلك. كما أنها المؤلفة والمؤدية الموسيقية في ساعة الذروة 3، أفلام ديزني، ديزني راديو وتلفزيون فوكس اللاتيني.
في عام 2005، تلقت ماريا جائزة ASCAP كونها شاركت في كتابة أغنية "Luchare Por Tu Amor". هذه الأغنية كانت مكتوبة كجزء من الموسيقى التصويرية لفيلم زاباتا من بطولة اليخاندرو فرنانديز. كما لها أعمال موسيقية أخرى مع المغني كارلوس غارديل في استعراض العالمية الإيقاعفي عام 2007. Entraigues كما قاما بجولة غنائية من المغني المكسيكي لويس ميغيل من 2008 إلى 2009، وفي عام 2010 ظهرت في مسلسل الكوميديا الرومانسية الإيطالي خدعة في ورقة (العنوان الأصلي: L'imbroglio Nel Lenzuolo)، والتي كانت هي مؤلفة الموسيقى فيه.، لتعمل بعد ذلك (في 2010) في جاك آس ثلاثي الأبعاد. هذا وتجدر الإشارة إلى أن ماريا تعاني من فوبيا الطيران، لذلك بدأت تحلق من مطار بوب هوب في بوربانك بكاليفورنيا، باعتبارها وسيلة للتغلب على الخوف من الطيران، في حين كان زوجها غاري أبرامسون الطيار الخاص بها.

## وصلات خارجية
- ماريا أونتراجوس على موقع IMDb (الإنجليزية)
- السيرة الذاتية لماريا
- "ماريا" (10 مايو 2013)
- مركز الجبهة: مغنية، ملحنة، طيارة، منسقة عالمية في التوعية وعاملة في مؤسسة البحوث إنتراجوس فمن هي؟ (أكتوبر 2015)